# Al Staehely

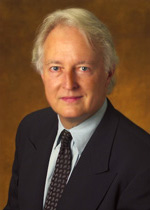
Al Staehely, 1999

Al Staehely (* 27. Dezember 1945 in Austin, Texas) ist ein Sänger und Songwriter. In den 1970er-Jahren spielte er zusammen mit Spirit, The Staehely Brothers und The Nick Gravenites-John Cipollina Band. Außerdem produzierte er für die Labels Epic und Polydor.

## Musikalischer Werdegang
1970 verließ er die University of Texas Law School und zog nach Los Angeles. Dort stieß er als Bassist zur Band Spirit und nahm mit ihr das Album Feedback auf.
Nachdem er Spirit Mitte der 1970er-Jahre wieder verlassen hatte, arbeitete er hauptsächlich als Songwriter.
Ende der 1970er spielte er zusammen mit John Cipollina und Nick Gravenites und trat unter anderem auch im Rockpalast auf.
Heute ist er als Rechtsanwalt tätig. 